# Dąbrowa (Brzeziny)
Pour les articles homonymes, voir Dąbrowa.
Dąbrowa (prononciation [dɔmˈbrɔva]) est un village de la gmina de Jeżów, du powiat de Brzeziny, dans la voïvodie de Łódź, situé dans le centre de la Pologne.
Sa population s'élevait à 137 habitants en 2006.

## Administration
De 1975 à 1998, le village était attaché administrativement à l'ancienne voïvodie de Skierniewice.

Depuis 1999, il fait partie de la nouvelle voïvodie de Łódź.